# Baciro Candé
Baciro Candé (nascut el 6 d'abril de 1967 a Catió) és un jugador i entrenador de futbol professional de Guinea Bissau.

## Carrera esportiva
Candé va jugar a futbol professional a la Segona Lliga de Portugal com a defensa amb l'Estrela da Amadora i l'Amora.
Després de retirar-se com a jugador, Candé es va fer entrenador de futbol. Va començar a dirigir a Guinea-Bissau amb Desportivo de Farim, UDIB, Bula Futebol Clube, Estrela Negra de Bissau i Ajuda Sport Clube, i va guanyar la Taça Nacional da Guiné Bissau 1988–89 amb el Desportivo de Farim. A continuació, va passar diversos anys dirigint l'Sporting Clube de Bissau, guanyant nou títols de lliga amb el club.
Des del 2003 fins al 2010 va entrenar la selecció de futbol de Guinea Bissau. Va tornar com a entrenador en cap de la selecció nacional el març de 2016.